# Национал-коммунисты
Национал-коммунисты (латыш. Nacionālkomunisti) — латышское коммунистическое движение в правящих кругах Латвийской ССР в 1956–1959 годах, представители которого выступали за ограничение миграции в ЛССР, укрепление статуса латышского языка и ограничение масштабов индустриализации.

## Возникновение и распространение движения
После смерти Сталина в 1953 году многие латышские коммунисты смогли выразить своё недовольство как ситуацией в Латвии, так и отведенной им ролью. Небольшое количество латышей в партийной и административной номенклатуре выдвинуло национальный вопрос на первый план. Местные коммунисты считали, что диспропорция была вызвана некомпетентностью и нежеланием понять местные условия функционеров, прибывших или присланных в послевоенные годы.
Национал-коммунистические идеи смогли по-настоящему развиться после XX съезда КПСС в феврале 1956 года, когда Никита Хрущев осудил сталинизм и началась частичная десталинизация, а также реформы, которые были направлены на устранение чрезмерной централизации административной системы. Именно в это время латышское поколение комсомольцев 1940 года, а именно Эдуард Берклавс, Паулс Дзерве, Индрикис Пинксис, Вилис Круминьш, Павел Пизанс, Вольдемар Калпиньш и другие, достигло высокого положения в руководстве Латвийской ССР. Местные власти — аппарат ЦК КПСС, Президиум Верховного Совета и Совет министров (Янис Калнберзиньш, Вилис Лацис и др.), не смогли или не захотели нейтрализовать деятельность национал-коммунистов.
Идеологом национал-коммунистов многие считают Паулса Дзерве. Под его руководством были сформулированы идеи, основанные на представлении о том, что экономика республики должна функционировать прежде всего в интересах ее жителей. Он разработал программу "Перспективы развития народного хозяйства Латвийской ССР", которая предусматривала ориентацию экономики Латвии на местные потребности и поддержку наукоемких отраслей, таких как радиотехника. Он протестовал против быстрой индустриализации Латвии, импортирующей как сырье, так и рабочую силу. Мнения экономистов помогли обосновать меры по ограничению иммиграции, которые в основном приписывают Эдуарду Берклавсу. Берклавс, будучи заместителем председателя Совета Министров ЛССР в 1956-1957 и 1958-1959 годах и первым секретарем Рижского горкома партии в 1957-1958 годах, активно стремился ограничить рост населения Риги. Он также старался, чтобы руководители и государственные служащие, работающие в местах, где они контактируют с населением, изучали латышский язык.
В ноябре 1956 года Рижский городской комитет КПЛ по языковой политике постановил, что люди, обслуживающие большие слои населения (торговля, коммунальные службы, медицинские учреждения, милиция и т.д.), должны в течение двух лет выучить два языка - латышский и русский, хотя бы на разговорном уровне (несколько решений по этому вопросу появились в Риге также в 1957 и 1958 годах). Чуть позже, 6 декабря 1956 года, Бюро ЦК КПСС приняло постановление о преподавании латышского и русского языков руководящим кадрам. Однако следует подчеркнуть, что ни в теории, ни на практике не было никакого вытеснения нелатышей из номенклатуры.
В январе 1958 года на Пленуме ЦК КПСС не был поддержан присланный Москвой кандидат на пост второго секретаря ЦК Филипп Кашников. За него проголосовали только 27 из 88 присутствовавших членов ЦК, против - 31. После согласования с Москвой действующий секретарь Вилис Круминьш был избран на должность второго секретаря.
В 1958 году разгорелись дебаты о целесообразности строительства Плявиньской ГЭС. С протестами к правительству ЛССР обратились видные ученые, трудовые коллективы и учебные заведения. Пресса также не осталась в стороне.

## Разгром национал-коммунистов
В то же время в Москву хлынули письма с жалобами, которые передавали работники ЦК КПСС, курировавшие Латвию. В октябре 1957 года бригада ЦК КПСС проверила работу ЦК КПЛ с творческой интеллигенцией. По результатам его доклада в начале января 1958 года Секретариат ЦК КПСС принял постановление, в котором, в частности, говорилось, что в бюро ЦК КПЛ нет единодушия. Обстоятельства этого решения и обсуждения в Риге свидетельствуют о том, что в бюро ЦК КПЛ уже достаточно четко обозначилась ось противостояния. Ядро одной группы составили критикуемые в решении Карлис Озолиньш, Эдуард Берклавс и главный редактор газеты «Cīņa» Павел Пизанс. Противоположный лагерь представляли Александр Горбатов, командующий Прибалтийским военным округом, Николай Салеев, главный редактор газеты «Советская Латвия», и Арвидс Пельше. Весной 1959 года ситуация уже настолько накалилась, что в апреле в Латвию была направлена бригада ЦК КПСС для проверки работы руководства республики. Выводы, очевидно, были не очень благоприятными для руководства КПЛ. Однако они не имели бы такого значения, если бы противникам национал-коммунистов не удалось привлечь на свою сторону Никиту Хрущева во время его визита в Ригу в июне 1959 года.
Доклад Московской комиссии, обсуждавшийся в аппарате ЦК ЛКП 20-21 июня, был крайне тенденциозным. Многие примеры национализма были истолкованы однобоко или даже выдуманы. Эдуард Берклавс и другие члены бюро указали на необоснованность многих обвинений, но возражения не помогли. Янис Калнберзиньш сразу же согласился со всеми обвинениями, а другие члены Бюро ЦК КПСС, за исключением Э. Берклавса, более или менее быстро отошли от своих позиций.
7-8 июля был созван закрытый пленум ЦК КПЛ. Сам пленум, однако, снял с должности только одного человека, а именно Эдуарда Берклавса, который был отправлен в город Владимир. Однако Пленум также обозначил круг функционеров, которые были постепенно отстранены в последующие месяцы. Среди них были Павел Пизанс, редактор газеты «Ригас Балсс» Освальд Дарбиньш, Рафаэль Блюмс, директор Института экономики Паулс Дзерве и другие.